# Bloom County
Bloom County er en amerikansk tegneserie, skabt 1980 af Berke Breathed. Serien foregår i en fiktiv amerikansk småby, som blandt andet er befolket af talende dyr. Hovedpersonen Opus er således en pingvin.
Serien er en fortsættelse af Breatheds serie The Academia Waltz som udkom 1978–79 og introducerede figurerne Steve Dallas og vietnamveteranen Cutter John, som også ses i Bloom County.
Breathed fik 1987 Pulitzerprisen for Bloom County. 
1989 nedlagde Breathed serien, men fortsatte universet i serien Outland, som har Opus og Bill the Cat som hovedpersoner. Outland stoppede i 1995, men i 2003 vendte Breathed tilbage med tegneserien Opus, som endte i 2008.

## Figurgalleri
- Milo Bloom
- Michael Binkley
- Opus
- Bill the Cat
- Hodge Podge
- Steve Dallas
- Oliver Wendell Jones
- Cutter John
- Bobbi Harlow
- Portnoy
- Lola Granola
- Milquetoast
- Rosebud